# كرفس
الكَرَفْس نوع نباتي يتبع جنس الكرفس من الفصيلة الخيمية. الكرفس من الخضروات تؤكل سوقه وأوراقه نيئة أو تدخل مع الطبخ، وعموماً يعتبر عنصراً رئيسياً للسلطات. الكرفس نوع مختلف عن البقدونس الذي يشبهه بالشكل ويستخدم بديلًا له في السلطات والطبخات مثل الفتة. وهي عشبة تدوم سنتين، وتنمو إلى طول (1 م). ووقت نمو أزهارها: من أوائل الصيف إلى منتصفه، وينضج البذر في أواخر فصل الصيف ويكون أسوداً تقريبا، ولهذا سُميت بالعشبة السوداء.

## الأسماء
ومن أسماء الكَرَفْس الكرافس أو الكرفس النبطي أو الكرفس البري أو الكرفس المائي أو كرفس المستنقعات أو القنم

## الموئل والانتشار

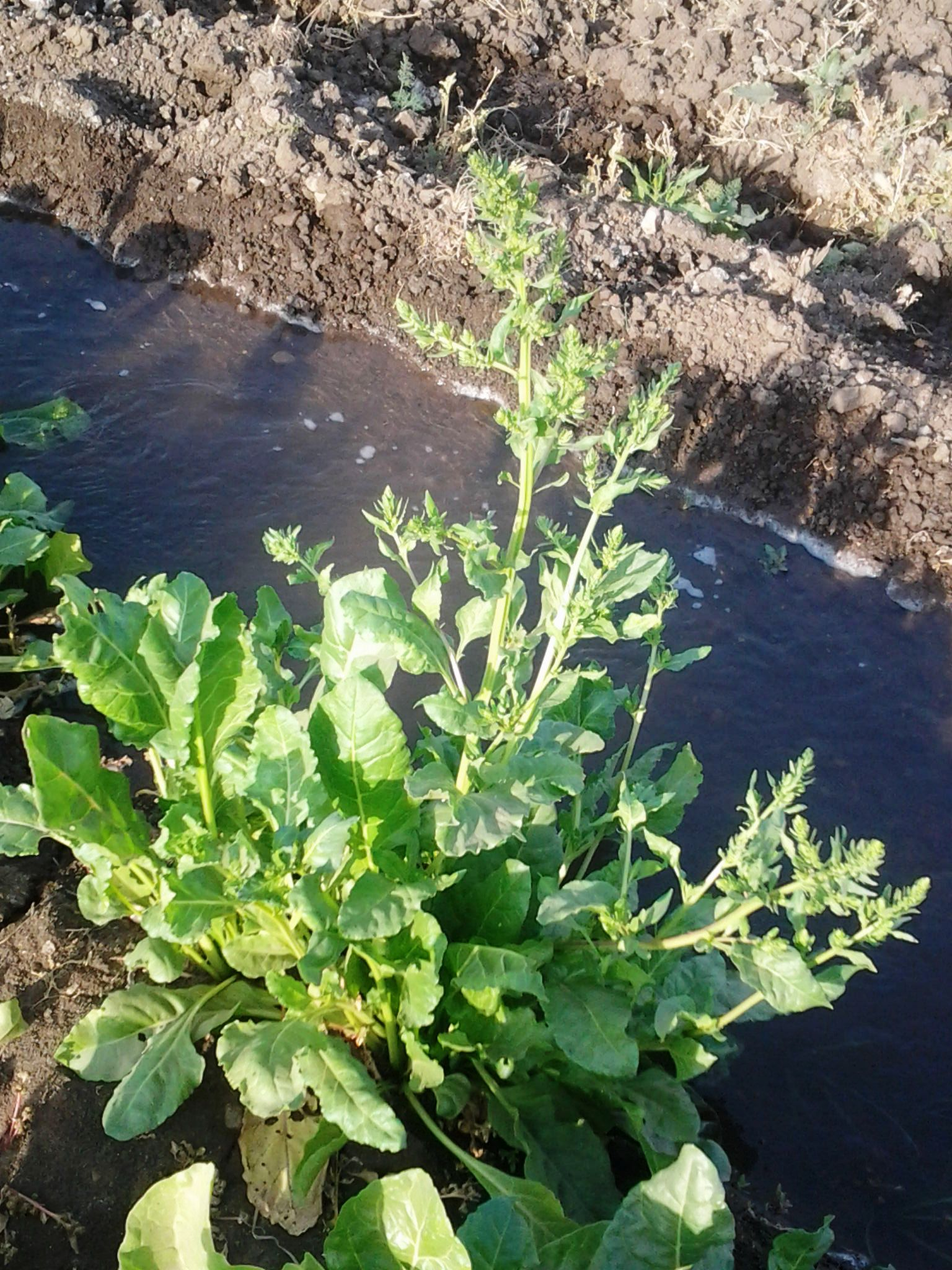
نبات الكرفس يظهر مختلطًا مع أوراق الخس في أحد الحقول المصرية بجانب مسقى المياه.

موطنه بلاد الشام والمغرب العربي وتركيا وقبرص ومعظم مناطق أوروبا. وتنتشر أيضا في المناطق الساحلية.

## المعلومات الغذائية
يحتوي كل 100غ من الكرفس، بحسب وزارة الزراعة الأميركية على المكونات الغذائية التالية:
- سعرات: 6
- الدهون: 0.17
- كربوهيدرات: 2.97
- ألياف: 1.6
- سكر: 1.83
- بروتينات: 0.69
- حموض: 33

## وصلات خارجية
- معلومات غذائية عن الكرفس